# Legalidade da eutanásia

Situação atual da eutanásia em todo o mundo:
Eutanásia ativa voluntária é legal
Eutanásia passiva é legal
Eutanásia é ilegal
Status da eutanásia desconhecido

Situação atual da eutanásia na Europa:
Eutanásia ativa voluntária é legal
Eutanásia passiva é legal
Eutanásia é ilegal
Status da eutanásia desconhecido

A legalidade da eutanásia varia dependendo do país. Os esforços para mudar as políticas governamentais sobre a eutanásia de humanos nos séculos XX e XXI tiveram sucesso limitado nos países ocidentais. As políticas de eutanásia humana também foram desenvolvidas por uma variedade de ONGs, principalmente associações médicas e organizações de defesa. Desde junho de 2021, a eutanásia é legal na Bélgica, Canadá,  Colômbia, Luxemburgo, Holanda, Nova Zelândia, Espanha e vários estados da Austrália (Tasmânia, Vitória, Austrália do Sul e Austrália Ocidental). A eutanásia foi brevemente legal no Território do Norte entre 1996 e 1997, mas foi revogada por uma lei federal.  Em 2021, um tribunal peruano permitiu a eutanásia de uma única pessoa, Ana Estrada.
A eutanásia não deve ser confundida com o suicídio assistido, que pode ser legal em algumas outras jurisdições.

## Cronograma da legalização da eutanásia
|   | País          | Método de legalização                                                                            | Data efetiva                             |
| - | ------------- | ------------------------------------------------------------------------------------------------ | ---------------------------------------- |
| 1 | Holanda       | Aprovado pelos Estados Gerais                                                                    | 1 de abril de 2002                       |
| 2 | Bélgica       | Aprovado pelo Parlamento Federal Belga                                                           | 28 de maio de 2002                       |
| 3 | Luxemburgo    | Aprovado pela Câmara dos Deputados.                                                              | 19 de março de 2009                      |
| 4 | Colômbia      | Decisão do Tribunal Constitucional da Colômbia.                                                  | 15 de dezembro de 2014                   |
| 5 | Canadá        | Aprovado pelo Parlamento do Canadá.                                                              | 17 de junho de 2016                      |
| 6 | Espanha       | Aprovado pelas Cortes Gerais.                                                                    | 25 de junho de 2021                      |
| 7 | Nova Zelândia | Aprovado pelo Parlamento da Nova Zelândia e aprovado pelos cidadãos em um referendo vinculativo. | 6 de novembro de 2021                    |
| 8 | Portugal      | Aprovado pela Assembleia da República.                                                           | A ser anunciado (aguarda regulamentação) |

## Lei de eutanásia por país

### Argentina
Em 9 de maio de 2012, o Senado argentino transformou em lei um projeto que permitia rejeitar tratamentos que prolonguem artificialmente a vida de pacientes com sintomas terminais ou irreversíveis. O consentimento pode ser dado pelo paciente ou, se não estiver em posição de fazê-lo, por seus familiares ou representantes legais. A lei foi promulgada em 24 de maio de 2012 como “Lei 26.742”.

### Austrália
O estado australiano de Victoria tem uma lei que permite o suicídio assistido por médico que entrou em vigor em junho de 2019, com a Austrália Ocidental aprovando uma lei semelhante em dezembro de 2019. O suicídio assistido por médico e a eutanásia voluntária são ilegais em todos os outros estados e territórios australianos. Embora raramente, foram feitas acusações de 'ajuda e cumplicidade' no suicídio de outras pessoas.  A eutanásia já foi legal no Território do Norte, de acordo com a Lei dos Direitos da Doença Terminal de 1995. Em 1997, o governo federal australiano anulou a legislação do Território do Norte com a introdução da Lei da Eutanásia de 1997. Ao contrário dos estados, a legislação no Território do Norte não é garantida pela constituição australiana. Durante o breve período em que a eutanásia foi legal no Território do Norte, o Dr. Philip Nitschke ajudou três pessoas a acabar com suas vidas por meio do suicídio assistido usando sua máquina de libertação. Organizações como a Exit International querem que o governo devolva os direitos da eutanásia à Austrália. A organização fez comerciais de TV que foram proibidos antes de irem ao ar em setembro de 2010.

### Bélgica
O parlamento da Bélgica legalizou a eutanásia em 28 de maio de 2002.
Uma pesquisa publicada em 2010 relatou que aqueles que morreram de eutanásia eram geralmente mais jovens, do sexo masculino, pacientes com câncer e morreram com mais frequência em suas casas. Em quase todos os casos, foi relatado sofrimento físico insuportável. A eutanásia para pacientes não terminais era rara. Houve cerca de 1.400 casos por ano desde que a lei foi introduzida, e um recorde de 1.807 casos foram registrados em 2013.

### Canadá
A eutanásia voluntária ativa, chamada de "morte assistida por médico", é legal no Canadá para todas as pessoas com mais de 18 anos que tenham uma doença terminal que tenha progredido a ponto de a morte natural ser "razoavelmente previsível". Para evitar o turismo suicida, apenas pessoas qualificadas para solicitar seguro de saúde canadense podem usá-la. A legalização da prática ocorreu em 2015/2016 como resultado de uma série de decisões da Suprema Corte que derrubaram a proibição canadense do suicídio assistido por médicos.

### Chile
A eutanásia ativa ou o suicídio assistido não são legais no Chile. A eutanásia passiva, no entanto, é legal. Desde 2012, a regulamentação dos direitos do paciente cria o direito ao consentimento informado, que permite aceitar ou recusar qualquer tratamento médico. Os pacientes podem recusar o tratamento quando são terminais. Atualmente, um projeto de lei que permite a eutanásia ativa e o suicídio assistido está em discussão no congresso. O projeto foi aprovado em geral pela Câmara dos Deputados em 12 de dezembro de 2020.

### Colômbia
Em uma decisão de 6 a 3, o Tribunal Constitucional da Colômbia decidiu em 1997 que "nenhuma pessoa pode ser considerada criminalmente responsável por tirar a vida de um paciente terminal que deu autorização clara para fazê-lo", de acordo com o jornal norte-americano Washington Post. O tribunal definiu como "doente terminal" as pessoas com doenças como "câncer, AIDS e insuficiência renal ou hepática se forem terminais e causarem sofrimento extremo", relatou o Post. A decisão se recusou especificamente a autorizar a eutanásia para pessoas com doenças degenerativas, como Alzheimer, Parkinson ou doença de Lou Gehrig. Em 15 de dezembro de 2014, o Tribunal Constitucional havia concedido ao Ministério da Saúde e Proteção Social 30 dias para publicar orientações que o setor da saúde utilizasse para garantir aos doentes terminais, que pretendam eutanásia, o seu direito a uma morte digna.

### Dinamarca
O Parlamento produziu painéis de ética ao longo dos anos que aconselharam contra a legalização da eutanásia todas as vezes, mas ela ainda não foi especificamente proibida e um estudo publicado em 2003 mostrou que 41% das mortes sob supervisão médica envolveram médicos tomando decisões de "fim de vida" para ajudar a aliviar o sofrimento de seus pacientes antes da morte (cerca de 1% dos quais por meio de medicamentos prescritos).

### Finlândia
A eutanásia ativa é ilegal na Finlândia. A eutanásia passiva, no entanto, é legal.

### França
Em julho de 2013, o presidente francês François Hollande declarou seu apoio pessoal à descriminalização da eutanásia voluntária na França, que havia sido uma de suas promessas de campanha presidencial ("introdução do direito de morrer com dignidade"), apesar das objeções do Comitê Consultivo Nacional de Ética da França, que alegou "abusos" em jurisdições adjacentes que descriminalizaram e regulamentaram a eutanásia voluntária ou o suicídio assistido por médico (Bélgica, Suíça, Holanda e Luxemburgo). Membros mais socialmente conservadores da Igreja Católica e outros grupos religiosos importantes na França anunciaram que, depois de expressar uma oposição à introdução do casamento entre pessoas do mesmo sexo na França, seu próximo alvo pode ser a possível descriminalização da eutanásia voluntária.
Em janeiro de 2016, as duas casas do parlamento Francês aprovaram uma medida que, embora evitando a eutanásia, permitiria aos médicos manter pacientes terminais sedados até a morte.

### Alemanha
A eutanásia passiva é legal na Alemanha se o paciente solicitá-la. Em 17 de maio de 2014, o Tribunal Constitucional Federal legalizou a eutanásia passiva por meio da retirada do suporte de vida a pacientes que solicitam a eutanásia. As formas de eutanásia ativa, incluindo a administração de compostos letais, são ilegais.

### Índia
A eutanásia passiva é legal na Índia. Em 7 de março de 2018, a Suprema Corte da Índia legalizou a eutanásia passiva por meio da retirada do suporte vital de pacientes em estado vegetativo permanente. Formas de eutanásia ativa, incluindo a administração de compostos letais, são ilegais.

### Irlanda
Na Irlanda, é ilegal para um médico (ou qualquer pessoa) contribuir ativamente para a morte de alguém. Não é, entretanto, ilegal remover o suporte de vida e outros tratamentos (o "direito de morrer") caso uma pessoa (ou seus parentes) o solicite. Uma pesquisa do Irish Times de setembro de 2010 mostrou que a maioria dos adultos (57%) acreditava que o suicídio assistido por médico deveria ser legal para pacientes terminais que o solicitem. Os médicos podem parar de dar ao paciente tratamentos de sustentação da vida, como ventiladores, tubo de alimentação, etc. após serem sedados, permitindo que o paciente morra em paz durante o sono. Isso ocorre apenas em certas circunstâncias.
Em 7 de outubro de 2020, o projeto de lei Morrer com Dignidade foi aprovado e uma emenda tardia foi derrotada, levando a Irlanda mais perto da legalização da morte assistida.

### Israel
A Lei Penal de Israel proíbe causar a morte de outra pessoa e proíbe especificamente encurtar a vida de outra pessoa. A eutanásia ativa foi aceita em alguns casos sob a lei israelense. Em 2005, foram apresentadas propostas para permitir que a eutanásia passiva fosse administrada usando um mecanismo de comutação semelhante aos relógios de sabá. Em 2006, a Comissão Steinberg foi criada para investigar se as questões de vida e morte poderiam ser repensadas no contexto da lei judaica, que sugeria que os hospitais poderiam estabelecer comitês para determinar se os pacientes receberiam eutanásia passiva.

### Japão
O governo japonês não possui leis oficiais sobre a situação da eutanásia e a Suprema Corte do Japão jamais se pronunciou sobre o assunto. Em vez disso, até o momento, a política de eutanásia do Japão foi decidida por dois processos judiciais locais, um em Nagoya em 1962 e outro após um incidente na Universidade Tokai em 1995. O primeiro caso envolveu a eutanásia passiva (ou seja, permitir que um paciente morresse desligando o suporte de vida) e o último caso envolveu a eutanásia ativa (por exemplo, por meio de uma injeção). Os julgamentos nesses casos estabelecem uma estrutura legal e um conjunto de condições dentro das quais tanto a eutanásia passiva quanto a ativa podem ser legais. No entanto, em ambos os casos particulares, os médicos foram considerados culpados de violar essas condições ao tirar a vida de seus pacientes. Além disso, como as conclusões desses tribunais ainda não foram confirmadas em nível nacional, esses precedentes não são necessariamente vinculantes. No entanto, no momento, existe um arcabouço legal provisório para a implementação da eutanásia no Japão.

### Noruega
A eutanásia voluntária ativa permanece ilegal, embora um cuidador possa receber uma redução da punição por tirar a vida de alguém que consentiu com a eutanásia. A eutanásia passiva é legal.